# Brannvakten
Brannvakten är en tidigare brandstation i Oslo.
Tidigare låg det en kyrkogård runt Oslo domkyrka med fyra gravkapell mot den gata som 1852 döptes till Karl Johans gate, och vars sträckning där kallades Kirkebakken. Brannvakten uppfördes 1854–1852 på den plats, där familjerna Collett och Leuch hade haft sina kapell. Gravarna flyttades till kryptan och kapellet blev spruthus för brandkåren.
En stor stadsbrand bröt ut i Oslo den 14 april 1858, då ett område med 40 gårdar och bostäder för 1.000 invånare mellan Prinsens gate, Karl Johans gate, Skippergate och Kongens gate brann ned. Detta ledde till organiserandet av en bättre brandtjänst. Efter det att stadens vattensystem byggs ut och vattentryck hade etablerats, flyttade en brandkår på 35 man in i Brannvakten på 1860-talet. Det var sedan huvudbrandstation i Oslo till 1939.  
Fram till 1902 hade brandkåren en utkikspost i domkyrkotornet. Brannvaktens torn användes som torktorn för brandslangar.
Byggnaden, som numera är ett byggnadsminne, är uppförd i putsat rött tegel i nyromantisk stil. Den är byggd i anslutning till affärslängan Basarene. Arkitekt för hela anläggningen är Christian H. Grosch.

## Bildgalleri

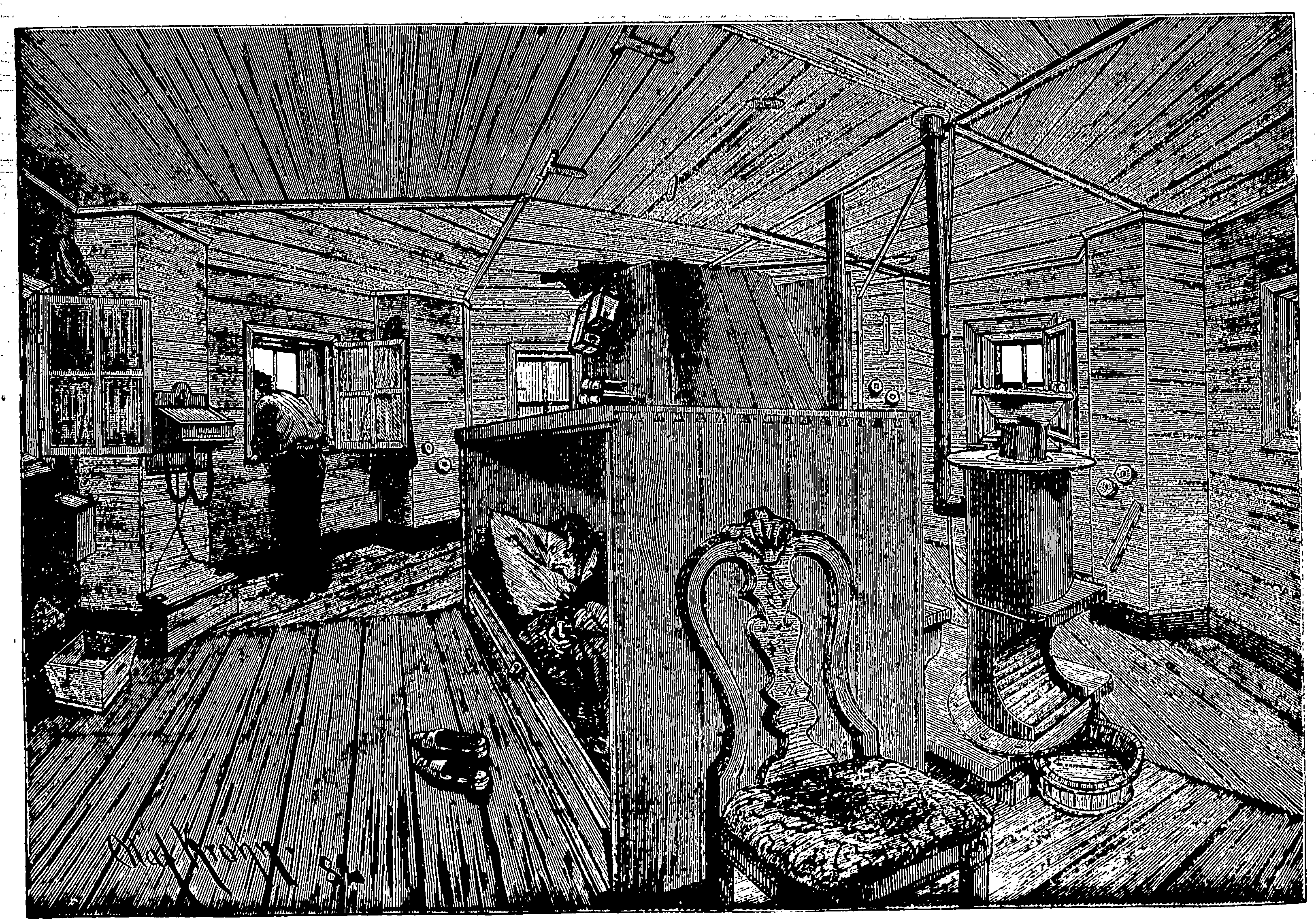
Hos Taarnvægteren illustration av Olaf Krohn (1863-1933) till ett reportage om brannvaktstårnet vid Vor Frelsers kirke (senare Oslo domkyrka) i Verdens Gang den 11 november 1882.
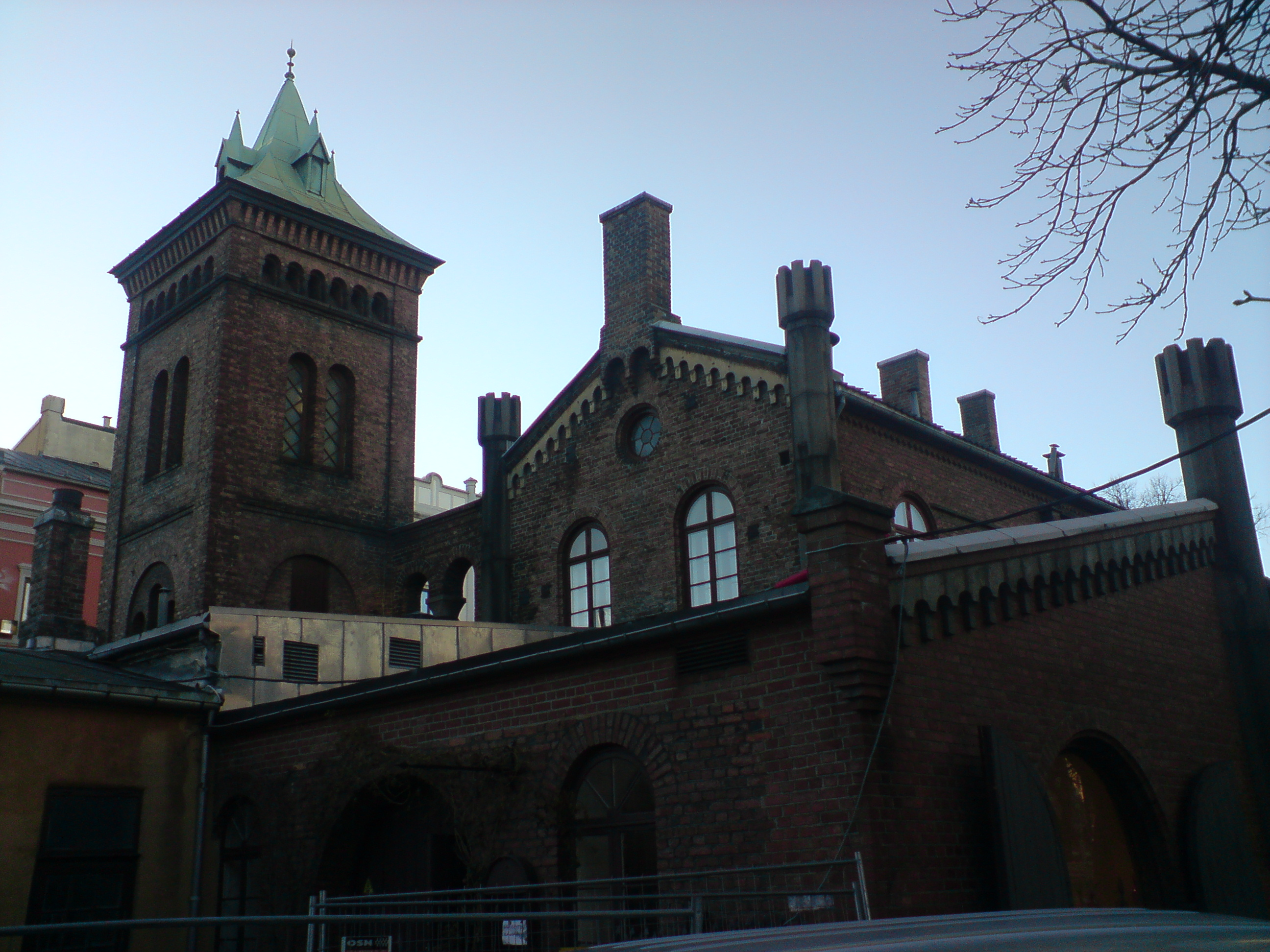
Brannvakten sett från insidan av Basarene
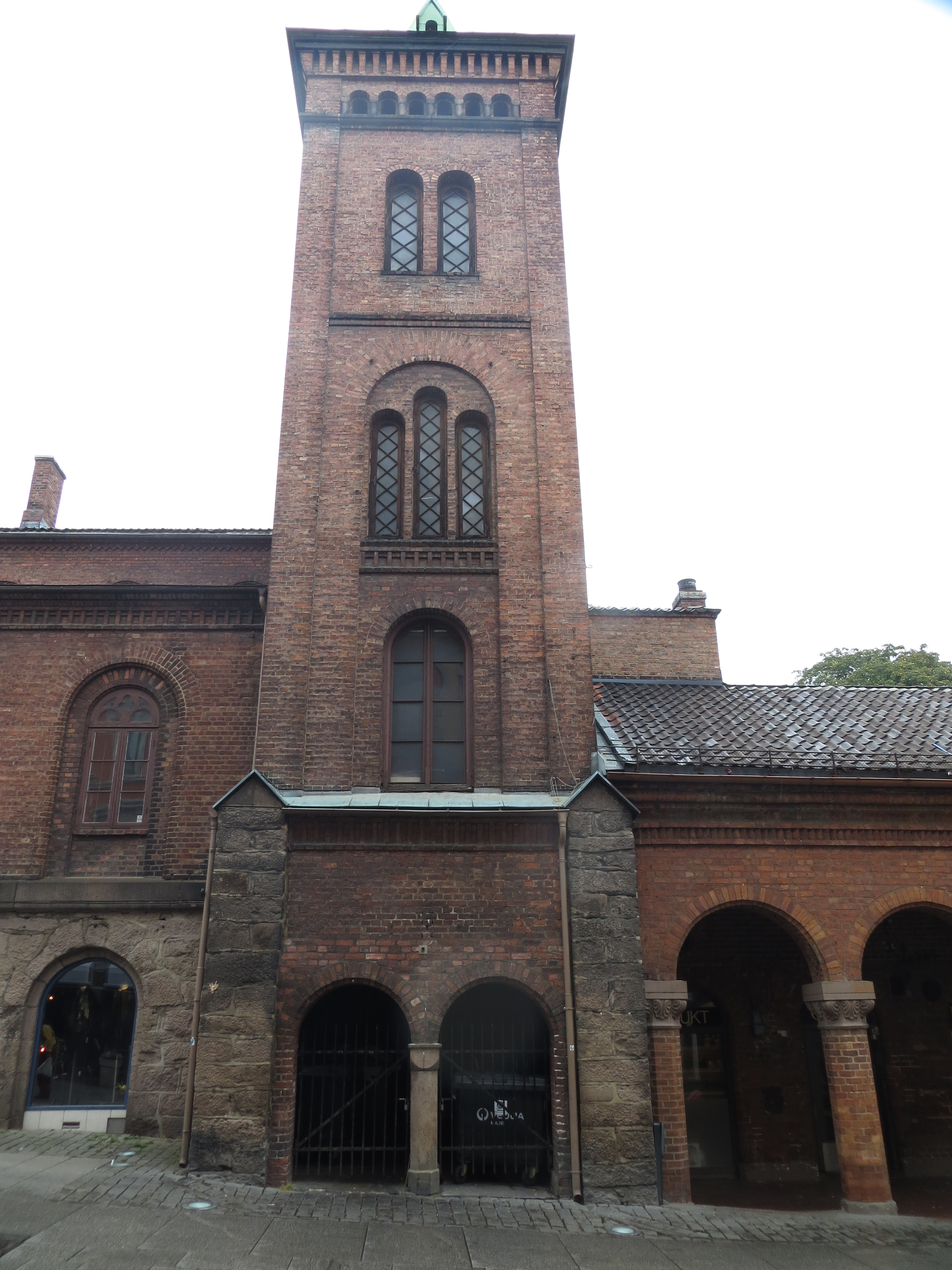
Gamle Oslo brannvakt, byggnadens fasad sedd från Karl Johans gate
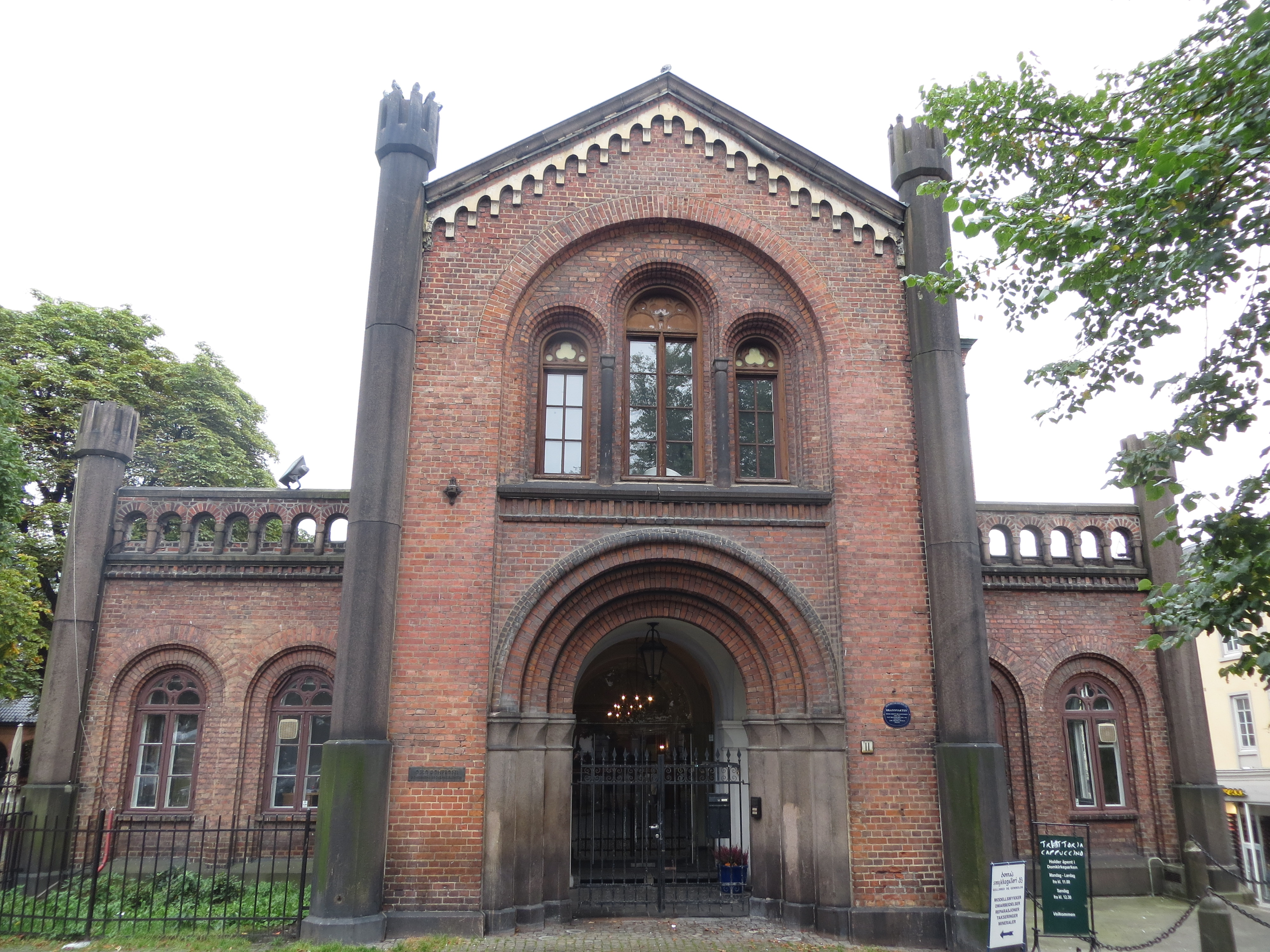
Gamle Oslo brannvakt, byggnadens fasad sedd från Stortorvet